# Roche Caiman
Roche Caiman (Frans voor Kaaimanrots naar de krokodillensoort die hier werd aangetroffen) is een van de 26 districten van de Seychellen. Het district ligt in het oosten van Mahé, het grootste eiland van de eilandstaat de Seychellen. Roche Caiman is drie vierkante kilometer groot en telde bij de census van 2002 2652 inwoners.